# Berberis silvicola
Berberis silvicola là một loài thực vật thuộc họ Berberidaceae. Đây là loài đặc hữu của Trung Quốc.